# 농업기반공사
농업기반공사(農業基盤公社, Korea Agricultural and Rural Infrastructure Corporation, KARICO)는 농어촌정비사업을 시행하고 농업기반시설을 종합관리하며, 농업인의 영농규모 적정화를 촉진함으로써 농업생산성을 증진시키고 농어촌의 경제 사회적 발전을 이바지할 목적으로 농어촌진흥공사와 농지개량조합 및 농지개량조합연합회를 통합하여 2000년 1월 1일 설립된 정부투자기관으로 농지기금을 관리하고, 종래 농어촌진흥공사가 담당하던 사업에 농지개량조합이 담당하던 농업기반시설의 유지관리 업무를 수행하였다. 2005년 한국농촌공사 및 농지관리기금법이 개정됨에 따라 한국농어촌공사로 명칭이 변경되었다.